# Leucophyllum langmaniae
Espèce
Classification APG III (2009)
Leucophyllum langmaniae est une plante à fleur de la famille des Scrophulariaceae. Elle est parfois appelée Sauge du Rio Bravo. Du point de vue de la systématique, le nom vernaculaire de sauge prête cependant à confusion dans la mesure où le genre Leucophyllum n'a aucune relation avec le genre Salvia. 
L. langmaniae est un arbuste originaire du Mexique et qui pousse dans le désert du Chihuahua. Ses feuilles sont semi-persistantes, de couleur gris vert, et de texture veloutée. Son port est compact et ramifié, formant ainsi une masse arrondie pouvant atteindre 1 m de hauteur sur 1 m de largeur.
Les fleurs sont de couleur lavande. Elles apparaissent à l'automne, et sont d'autant plus abondantes que la sécheresse ou la canicule ont été importantes.